# Cameron (Missouri)
Cameron – miasto w Stanach Zjednoczonych, w północno-zachodniej części stanu Missouri, w hrabstwach Clinton i DeKalb. Według spisu z 2000 roku, liczyło 8312 mieszkańców.

## Klimat
Miasto leży w strefie klimatu kontynentalnego, wilgotnego, z gorącym latem, i surową zimą, należącego według klasyfikacji Köppena do strefy Dfa. Średnia temperatura roczna wynosi 12,7 °C, a opady 983 mm. Miesiącem o najwyższych opadach jest maj o średnich opadach wynoszących 132,1 mm, natomiast najniższe opady są w lutym i wynoszą średnio 27 mm.